# Carl Rodwell
Carl Rodwell, né le 12 mai 1944, est un ancien joueur australien de basket-ball. Il évolue durant sa carrière au poste de pivot.